# Танагра сіра
Тана́гра сіра (Tangara inornata) — вид горобцеподібних птахів родини саякових (Thraupidae). Мешкає в Центральній і Південній Америці.

## Підвиди
Виділяють три підвиди:

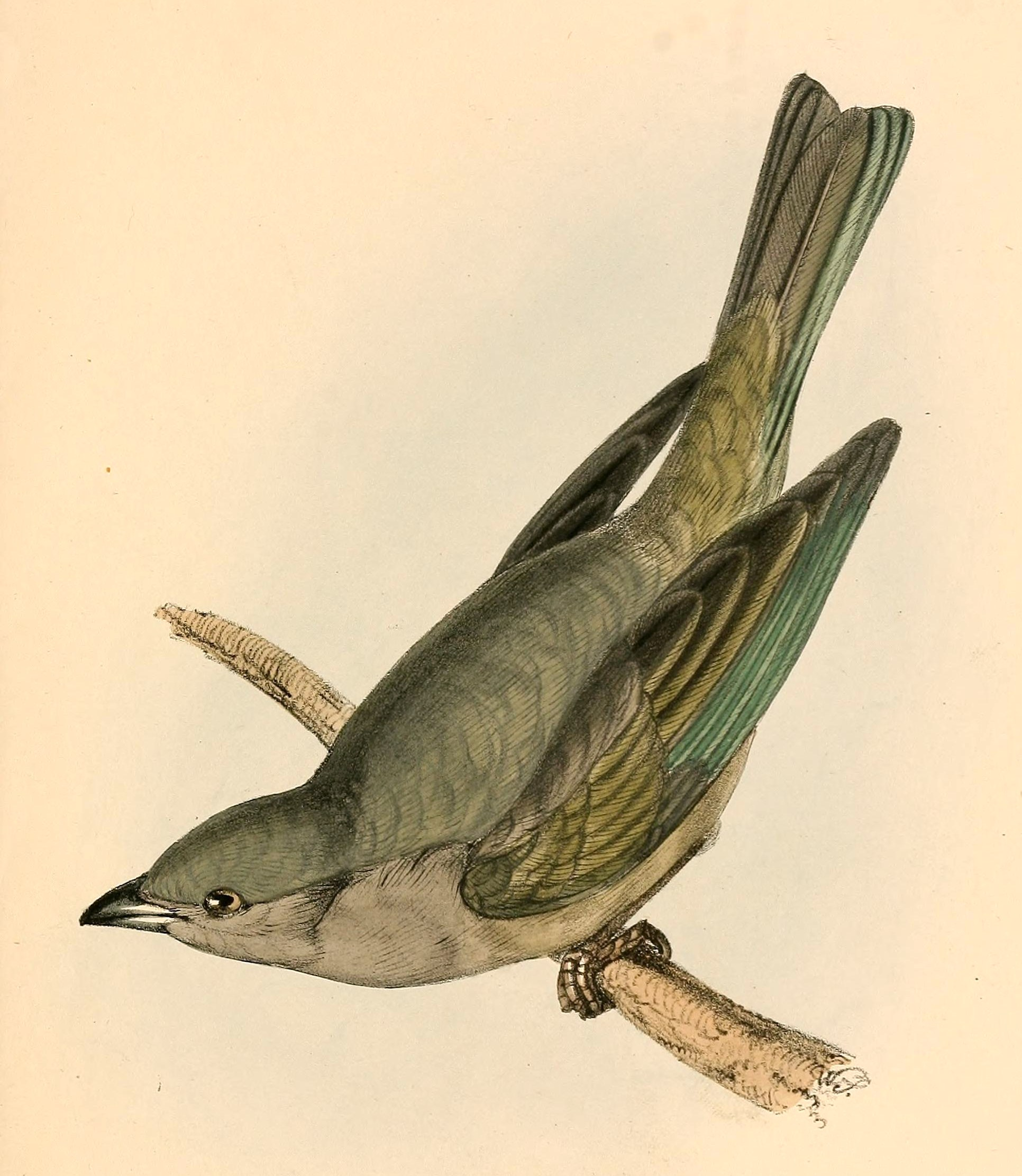
Сіра танагра

- T. i. rava Wetmore, 1963 — карибське узбережжя Коста-Рики і західної Панами;
- T. i. languens Bangs & Barbour, 1922 — від східної Панами до крайнього північного сходу Колумбії;
- T. i. inornata (Gould, 1855) — північна Колумбія (басейни річок Сіну[en], Каука і Магдалена).

## Поширення і екологія
Сірі танагри мешкають в Коста-Риці, Панамі і Колумбії. Вони живуть у вологих рівнинних тропічних лісах, на узліссях і галявинах, на висоті до 200 м над рівнем моря. Живляться плодами і комахами.